# Kobbernikkel
Kobbernikkel en en legering af kobber og nikkel, ofte tilsat jern eller mangan for at forstærke legeringen.
Legeringen er blevet brugt meget til mønter og medaljer, typisk blanding er 75 % kobber, 25 % nikkel og 0,05 – 0,4 % mangan. Legeringen kan fremkalde nikkelallergi.
| Kemi | Spire Denne artikel om kemi er en spire som bør udbygges. Du er velkommen til at hjælpe Wikipedia ved at udvide den. |